# Tollered
Tollered est une localité de Suède située dans la commune de Lerum du comté de Västra Götaland. Elle couvre une superficie de 0,65 km2. En 2010, elle compte 900 habitants.

## Histoire
Les grandes différences d'altitude dans la localité s’expliquent par le fait que Tollered se trouve juste au-dessus d'une zone de faille géologique, la zone de Mylonit, créée lors de la collision de deux continents il y a environ un milliard d'années.
À l'origine, Tollered était le nom d’une ferme apparue dans la région de Nääs autour des XIe   ou   XIIe siècles, en même temps qu'Uddared, Drängsered, Håvared, Öijared, Ubbared et Svensered. Le suffixe « red » signifie « défrichement » et c’est Torill qui aurait effectué ce défrichement.
Par la suite, deux fermes existaient à Tollered : Nedergården et Skattegården. Le domaine noble de Nedergården appartenait depuis 1750 au château de Nääs et englobait ce qui allait devenir plus tard la zone industrielle. Le domaine taxable de Skattegården était divisé en six exploitations autour de Herreslia, qui était alors la rue principale du village. Les deux fermes disposaient de très petites surfaces cultivables, ce qui rendait les droits sur les chutes d’eau de Tollereds Ström très importants pour les paysans. En 1835, on y trouvait quatre scieries, six moulins et quatre distilleries. Dès 1573, le tribunal du district de Vättle avait reconnu des droits de propriété sur la chute d’eau de Bergafallet.
La communauté industrielle de Tollered s’est développée autour des usines de Nääs (filature de coton, de laine et tissage) fondées en 1833 par les propriétaires du château de Nääs, situé de l'autre côté du lac Sävelången.
La crise textile en Suède a durement frappé les usines de Nääs, et le soutien de l'État a été retiré en 1980. Nääs Fabriker était l’une des trois dernières filatures de Suède lorsqu’elle a fermé en 1981. Toute production a cessé en 1982 et la commune de Lerum est devenue le nouveau propriétaire du site industriel, avec l’objectif d’en faire un centre pour les petites entreprises, l’artisanat et la formation. Bien que la fermeture de l’usine ait entraîné la perte de 100 emplois, le déclin démographique a été freiné et, en 1990, l’entreprise Ernst Rosén AB a repris le site et l’a transformé pour accueillir des petites entreprises et des boutiques axées sur le style de vie, tout en lançant également un hôtel.
À 2,5 km au nord de la localité, l’E20 traverse la longue et raide montée de Hästabräckan, qui a joué un rôle mineur dans la bataille de Brobacka en 1566.
Pendant la guerre de Kalmar, les passages étroits au nord de la localité ont de nouveau été le théâtre d'affrontements. Le 24 juin 1612, sur ordre de l’armée suédoise, des paysans de la région avaient construit une redoute sur un site qui, avant les travaux de dynamitage pour l’E20, était appelé « les portes/portailiden », un col rocheux près du sommet de Högelid. Après un court combat, les paysans se replièrent, ouvrant ainsi la voie aux Danois, dirigés par Christian IV, jusqu’au manoir de Nääs dont les fermes environnantes furent alors pillées.